# Peter Konradin von Planta
Peter Konradin von Planta, född 1815, död 1902, var en schweizisk politiker och historiker, hörande till ätten von Planta. Efter avslutade juridiska studier i Tyskland blev han advokat, innan han 1855 valdes till president i kantonen Graubündens domstol. Han var också medlem både av kantonstyrelsen och de schweiziska national- och ständerråden.
Av hans arbeten märks Das alte Rätien (1872), Die Schweiz in ihrer Entwickelung zum Einheitsstaate (1877), Geschichte von Graubünden (1892) och Mein Lebensgang (1901).